# East Coast Wrestling Association
La East Coast Wrestling Association (ECWA) è una federazione statunitense di wrestling fondata il 27 agosto 1967 da Jim Kettner. Quest'ultimo ha annunciato il suo ritiro il 19 agosto 2010 e la federazione appartiene ora a Mike Tartaglia e Joe Zanolle.
La compagnia ha spesso collaborato con federazioni maggiori come WWE, TNA, ECW e WCW. È conosciuta anche per l'esclusivo torneo ECWA Super 8.

## Campioni della federazione
| Titoli                         | Campioni attuali      |
| ECWA Heavyweight Championship  | VsK                   |
| ECWA Mid Atlantic Championship | Ricky Martinez        |
| ECWA Tag Team Championship     | Athu & Breaker Morant |
| Tornei                         |                       |
| ECWA Super 8 Tournament        | Papadon               |
| ECWA 2011 K-CUP                | Midnight Sensations   |

## Arca della gloria
Dal 1982 la ECWA ha una propria Arca della gloria, nella quale vengono introdotti ogni anno i lottatori più importanti del passato della federazione.
1982
- Red Devil
- Jim Kettner
- Super Smenkowski
- Tiny Tom
- Captain Tom
- George Koukedis
- Mike Schroeder

1983
- Big Bill Page
- The Maniac
- Mr. Funk

1984
- Mad Dog Celli
- Barry Page

1985
- The Baron
- Dirty Dirk Dunlap
- Ruffhouse Rivera
- The Bulldog
- Sweet Chocolate Thunder
- Jim Russum

1986
- The Wild Sheik

1987
- Mike Clark

1988
- Lord Vito Leone

1992
- Viper
- The Commando
- Commanding Officer
- Dazzling Donny Love
- Billy K

1994
- Dr. Destruction
- Nigel Fair Service
- Thunder
- Boogie Woogie Brown

1995
- Simon Diamond
- Cheetah Master

1996
- Ace Darling
- Inferno
- Ravishing Ronny Roberts
- Glen Osbourne
- Mr. Ooh La La
- Big Al Napier
- Bob Densmore
- Richard Naegele

2000
- Jeff Peterson

2001
- Christopher Daniels
- Crowbar
- Reckless Youth

2002
- E.S. Easton
- Kevin Kelly

2004
- Charlie Haas
- Russ Haas
- Billy Kidman

2005
- Simple Simon
- Scoot Andrews
- Chuck Ristano
- Paul Turner

2006
- Billy Bax
- Rob Eckos
- Mozart Fontaine
- Pete Theophall
- Joe Zanolle

2007
- Low Ki
- Sebastian Night
- Iron Man
- Gary McLaughlin

2009
- JJ the Crew Guy
- Mega

2011
- Michael Tartaglia
- D.J. Hyde